# (58707) Kyoshi
(58707) Kyoshi est un astéroïde de la ceinture principale.

## Description
(58707) Kyoshi est un astéroïde de la ceinture principale. Il fut découvert le 2 février 1998 à Kuma Kogen par Akimasa Nakamura. Il présente une orbite caractérisée par un demi-grand axe de 2,60 UA, une excentricité de 0,04 et une inclinaison de 12,9° par rapport à l'écliptique.

## Compléments